# Хирота, Коки
Коки Хирота (яп. 廣田 弘毅; 14 февраля 1878 — 23 декабря 1948) — японский дипломат, политик, премьер-министр Японии.
Родился в городе Фукуока, префектура Фукуока. Дважды назначался министром иностранных дел. С 9 марта 1936 года по 2 февраля 1937 года занимал должность премьер-министра Японии. После капитуляции Японии арестован и приговорён к смертной казни Международным военным трибуналом по Дальнему Востоку.

## Биография

### Ранние годы
Родился в семье каменщика. Был усыновлён семьёй Хирота. Окончил юридический факультет Токийского университета.

### Дипломатическая карьера
После завершения получения образования работал в Министерстве иностранных дел. В 1923 году занимал должность директора департамента Европы и Америки. До 1930 года был посланником в Голландии. В 1930—1932 годах был послом Японии в СССР.
В 1933 году занимал должность министра иностранных дел в кабинете Сайто Макото.
На посту министра иностранных дел Хирота способствовал приобретению КВЖД. 28 октября 1935 года провозгласил Три принципа Хироты — основные направления японской политики в Китае:
- Создание Японско-китайско-маньчжурского блока;
- Организация Японо-китайского фронта против распространения коммунизма;
- Подавление антияпонских настроений в Китае.

### На посту премьер-министра
В 1936 году, после дискредитации фракции военных после инцидента 26 февраля, Хирота заменил адмирала Окада Кэйсукэ на должности премьер-министра Японии. Несмотря на это, одним из первых его решений было возобновление правила, согласно которому на должность министра армии и министра флота назначались только действующие офицеры, что усилило позиции военных.
Во внешней политике Хирота Коки способствовал сближению Японии с Третьим Рейхом и фашистской Италией. 25 ноября 1936 года в Берлине между Германией и Японией с целью борьбы против Коминтерна был подписан Антикоминтерновский пакт, а 27 сентября 1940 года был заключён Тройственный пакт.
В феврале 1937 года, после конфликта с министром армии Тэраути Хисаити, Хирота подал в отставку, и его место занял Хаяси Сэндзюро.

### Продолжение дипломатической карьеры
Вскоре после отставки Хирота снова занял пост министра иностранных дел в кабинете Коноэ Фумимаро. На этом посту он выступил против военной агрессии против Китая и эскалации Второй японо-китайской войны. Из-за постоянных конфликтов с фракцией военных в 1938 году был вынужден подать в отставку.
В 1945 году Хирота Коки вернулся на государственную службу и возглавил японскую миссию на переговорах с СССР. Японское правительство пыталось убедить Сталина не поддерживать союзников в войне с Японией, но эти переговоры закончились неудачей.

### Последние дни
После капитуляции Японии арестован как военный преступник класса А. Международный военный трибунал по Дальнему Востоку признал его виновным в:
- Пункт 1 (подстрекательство милитаризма и империализма, нарушение международного законодательства);
- Пункт 27 (планирование и ведение войны против Республики Китай);
- Пункт 54 (игнорирование обязанности по предотвращению нарушений законов и обычаев войны, преступления против человечности).

Хирота Коки был приговорён к смертной казни. 23 декабря 1948 года повешен в тюрьме Сугамо.

## Награды
- 14.09.1907 — орден Священного сокровища 6 степени[5][6]
- 24.08.1911 — орден Священного сокровища 5 степени[7]
- 10.11.1915 — памятная медаль в честь восшествия на престол императора Тайсё[8]
- 10.11.1928 — медаль «В память Восшествия на Престол Императора Сева»[9]
- 1.11.1918  — орден Священного сокровища 4 степени[5][10]
- 31.05.1924 — орден Священного сокровища 3 степени[5]
- 10.02.1926 — орден Священного сокровища 2 степени[11]
- 5.10.1933  — орден Священного сокровища 1 сепени[5]
- 29.04.1934 — орден Восходящего солнца 1 сепени[5]
- 23.10.1907 — орден Почётного легиона рыцарь[5]
- 1.06.1908 — орден Святой Анны 3 степени[5]
- 29.07.1909 — орден Двойного дракона 3 степени[5]
- 5.10.1911 — коронационная медаль Короля Георга V[5]
- 21.09.1935 — медаль «Визит Императора в Японию»[5]
- 25.04.1938 — орден Прославленного дракона[5]